# Daihatsu Applause
Daihatsu Applause (ダイハツ・アプローズ, Daihatsu Apurōzu) fou un automòbil compacte de la marca japonesa Daihatsu produït entre els anys 1989 i 2000. L'Applause va substituir el Charmant i va ser l'últim sedan compacte de la marca, que posteriorment comercialitzaria el Daihatsu Altis, de major grandària, com a substitut.
El model va ser conegut i és recordat per la seua disposició de la carrosseria, amb aspecte de sedan de quatre portes, però sent en realitat un hatchback de cinc portes. El resultat fou una carrosseria innovadora que presentava la forma d'una berlina amb la practicitat d'un cinc portes.

## Model

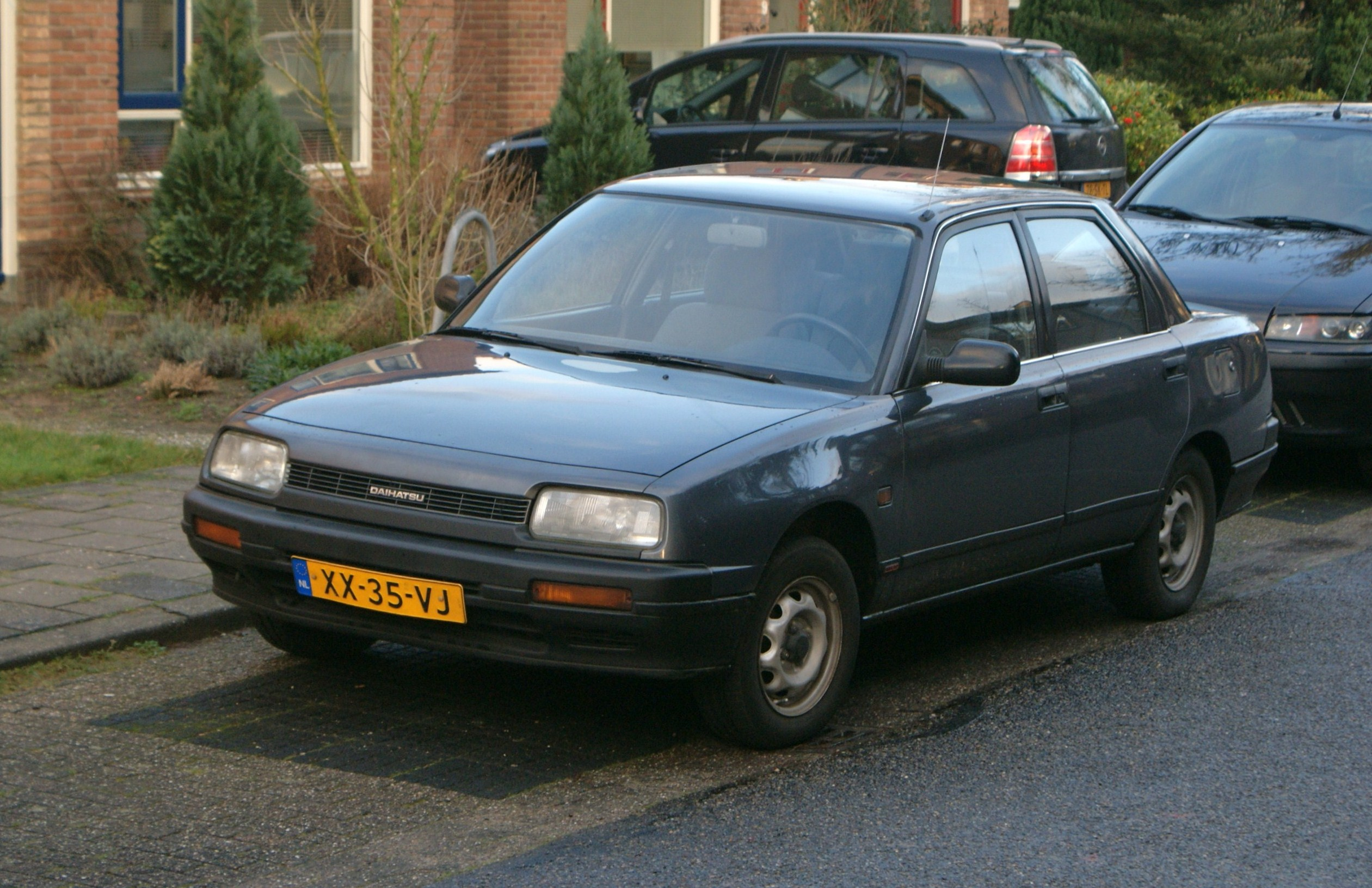
Applause (1989-1992)

Quan la segona generació del Daihatsu Charmant va deixar de produir-se el 1987, la marca va quedar sense un substitut al nínxol dels sedans compactes fins al 1989, quan presentà l'Applause. L'any 1989 la marca presentà el model de carrer derivat del prototip MS-X90 al Saló de l'Automòbil de Ginebra. La motorització que es presentà amb el model també era nova i consistia en un motor de 1.600 centímetres cúbics amb 16 vàlvules i quatre cilindres en línia que compartiria amb el Daihatsu Rocky/Feroza/Sportrak.

### Problemes inicials
Durant el seu primer any al mercat, el model va patir un fort descrèdit que afectà la reputació del cotxe durant tota la seua producció: els dipòsits de benzina del cotxe tenien fuites per l'excessiva pressió dels assortidors de les benzineres, el que hauria pogut haver produït un accident mortal. Ràpidament fou resolt el problema i al nom del model se li posà l'afegitó de "Theta" (θ), sent comercialitzat amb aquest nom des de 1990 a 1992.

### Renovació de 1992

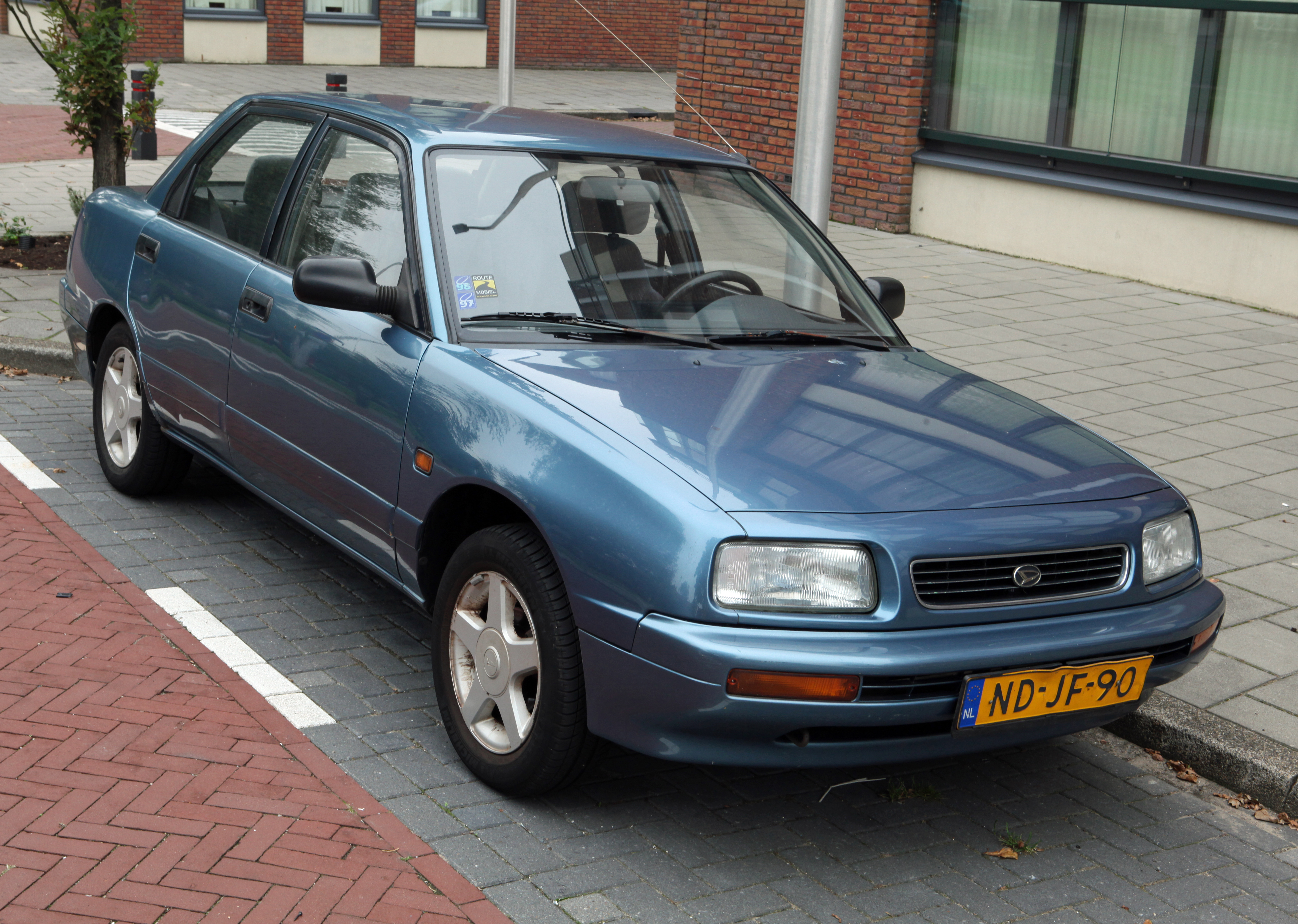
Applause (1992-1997)

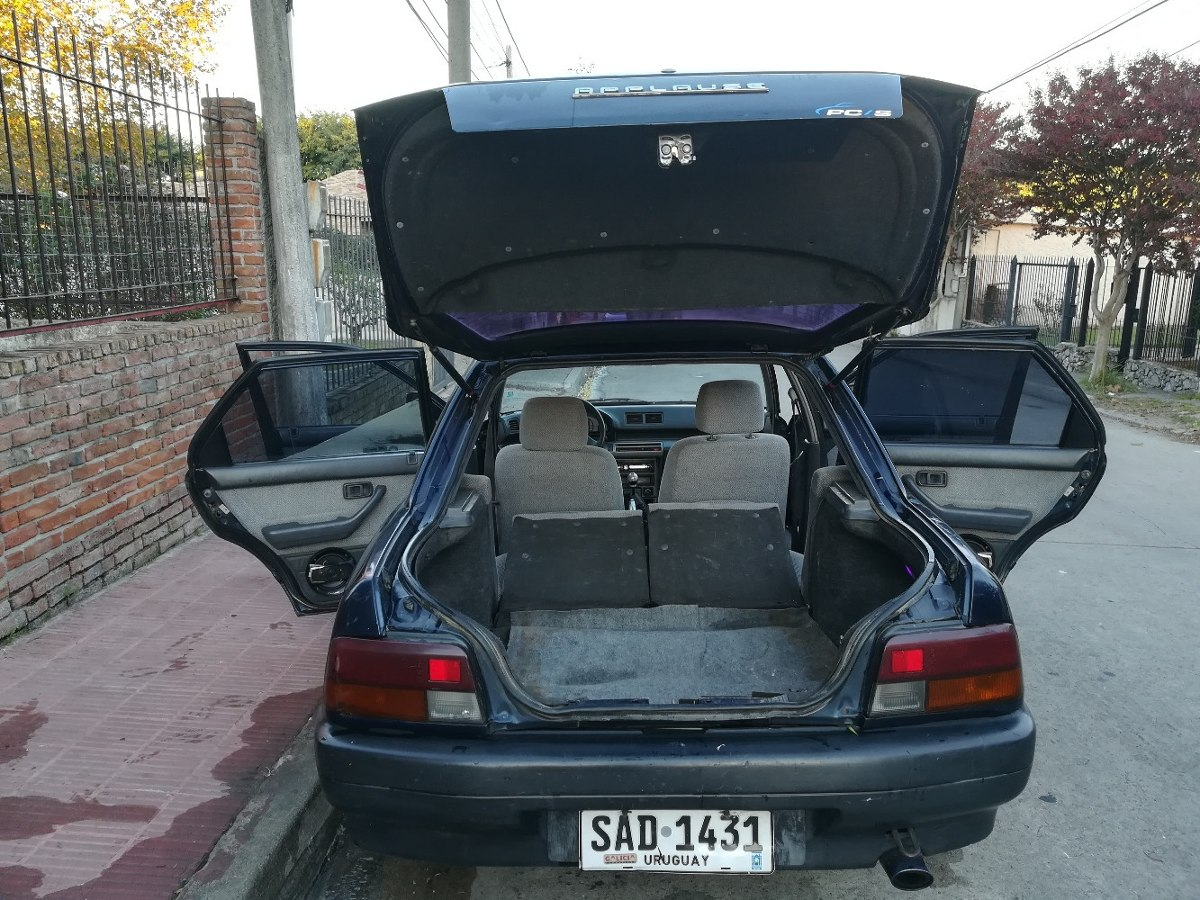
Cinquena porta

L'any 1992 el model va rebre diversos canvis, com ara la llargària del cotxe, la qual augmentava lleugerament tant per davant com per darrere, la supressió del motor amb carburador, sent reemplaçat per injectors a l'estil europeu i la finalització de la producció de la versió amb tracció a les quatre rodes l'any 1994. A més d'això, també s'alterà lleugerament el disseny de la graella frontal. El 1992 la denominació "Theta" també desaparegué.

### Renovació de 1997

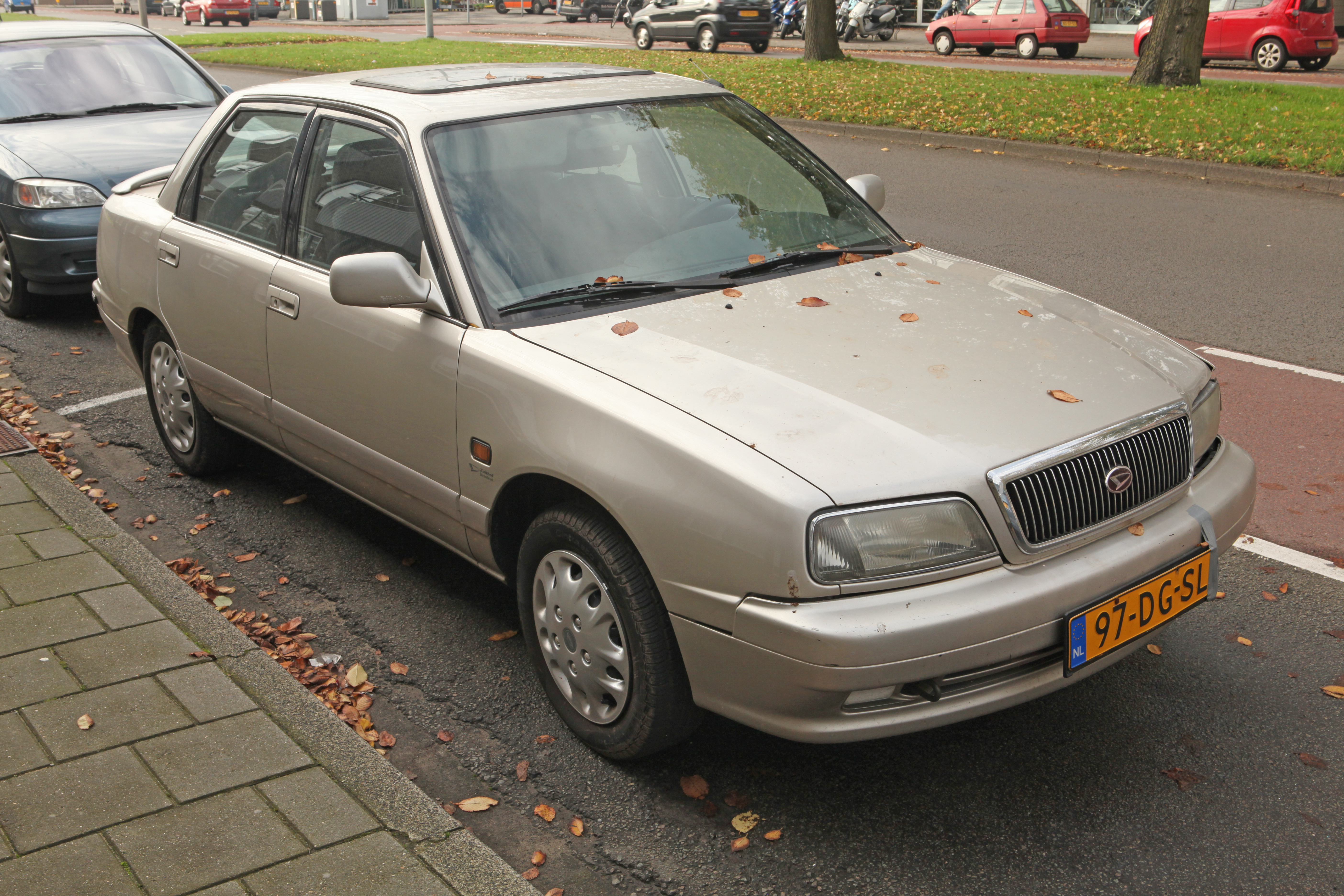
Applause (1997-2000)

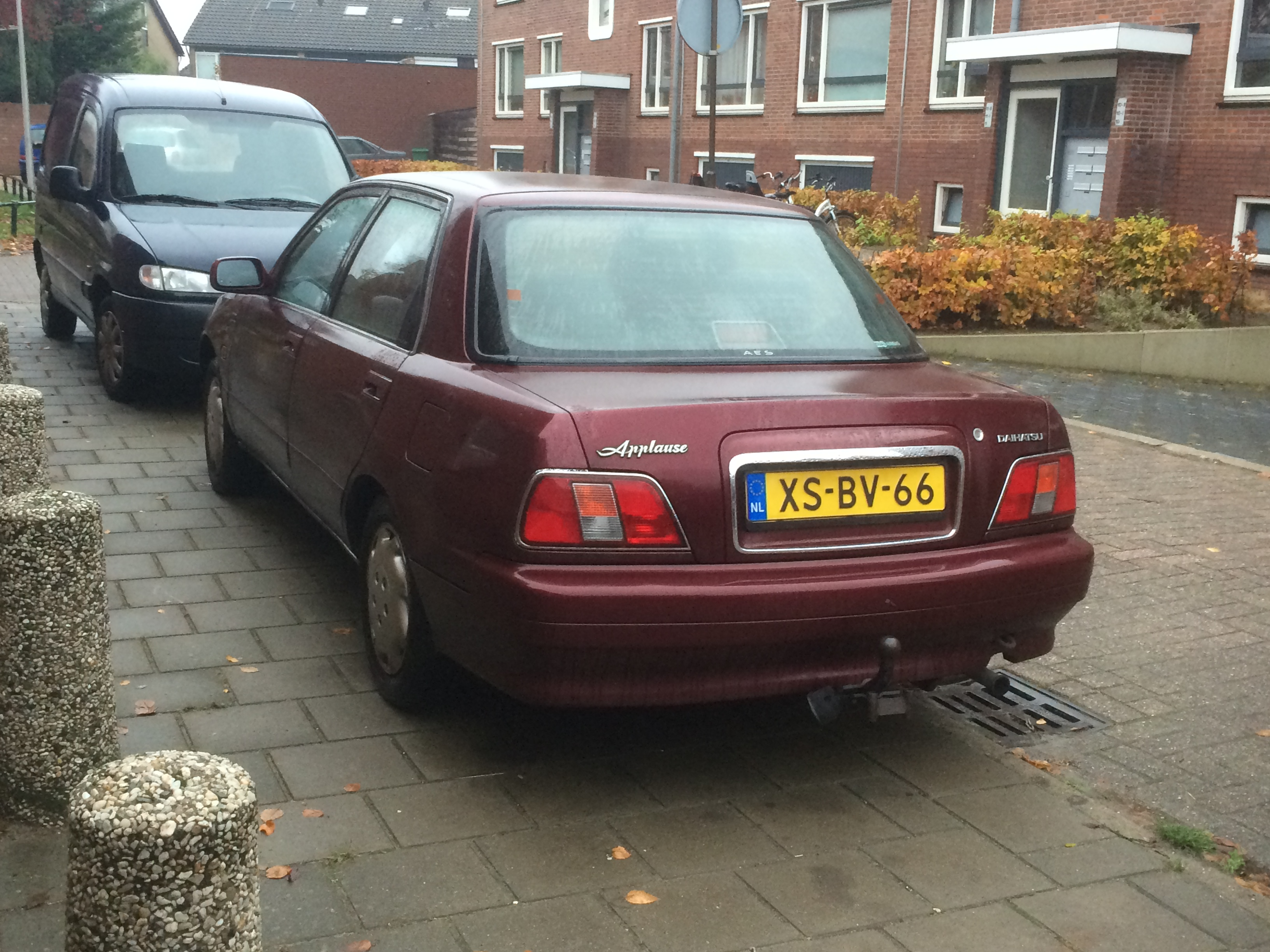
Darrera renovada (1997-2000)

L'any 1997 l'Applause va rebre la renovació més important i significativa fins a la data. Tot i que quan es presentà el model (1989) aquest era modern i innovador, amb el pas dels anys s'havia anat desfasant a poc a poc, perdent enfront dels seus competidors més directes, especialment en matèria de mida. Els directius de la Daihatsu van trobar econòmicament injustificable la substitució del model per un nou i van procedir a fer una ampla renovació, tant mecànica com estètica per tal de rellançar les vendes. La versió renovada va debutar al 57é Saló de l'Automòbil de Frankfurt el setembre de 1997. Junt amb un lleuger augment de la llargària del model va vindre una renovació de la graella frontal i del portaequipatge amb més detalls cromats i una imatge més "formal". La renovació no ajudà determinantment a augmentar les vendes i el model va ser retirat el maig del 2000 sense un substitut als mercats d'exportació i sent substituït pel Daihatsu Altis al Japó, berlina basada en el Toyota Camry.

## Motorització
Daihatsu HD Motor de quatre cilindres en línia SOHC de 1589 cc
| Codi | Sistema de combustible | Potència màxima            | Par màxim            | Any                                                                                                  |
| ---- | ---------------------- | -------------------------- | -------------------- | --- |
| HD-F | Carburador             |                            |                      | 1989-1992 (mercat domèstic)                                                                          |
| HD-F | Carburador             | 1989-1992 (mercat europeu) |                      | |
| HD-E | Injecció electrònica   |                            | 140 N·m (103 Ll·peu) | 1989-2000 (mercat domèstic, relació de compressió augmentada al 1997)                                |
| HD-E | Injecció electrònica   |                            | 123 N·m (91 Ll·peu)  | 1992-1997 (mercat d'exportació)                                                                      |
| HD-E | Injecció electrònica   |                            | 134 N·m (99 Ll·peu)  | 1992-1997 (mercat d'exportació, FWD o AWD)                                                           |
| HD-E | Injecció electrònica   |                            | 138 N·m (102 Ll·peu) | 1997-2000 (mercat d'exportació - substituí als motos anteriors, augmentant la relació de compressió) |

### Transmissió
- 5 velocitats manual (no disponible amb 120 CV (88 kW; 118 hp) després de 1997)
- 3 velocitats automàtic (105 hp (78 kW) motor, configuració FWD)
- 4 velocitats automàtic (97 hp (72 kW), 120 hp (89 kW) motor, configuració FWD)